# Dir en grey
A Dir En Grey (ディル アン グレイ, Diru an gurei) egy oszakai heavymetal-együttes. A rajongók között a beceneve: Diru. Az együttes nevének jelentése „az érem két oldala” (angol, német és francia szavakból összeollózva), és az emberi természet kettősségére utal.

## Története
Az együttes 1997. február 2-án alakult Oszakában a La:Sadie's tagjaiból. Egy koncerten ismerkedtek össze a nagojai basszusgitáros Toshiyával, miután az alapító tagok és az akkori basszusgitáros (Kisaki) között nézeteltérés volt, új basszusgitárosra volt szükség. Toshiyával kiegészülve 1997 februárjában alakult meg a Dir en Grey. Eleinte nehezen boldogultak, később azonban az X Japan dobosa, Yoshiki lett a producerük. Ebből az időből való a közös számuk a Caged Drain és az elő albumuk a Missa.
Kezdetben az együttes a visual kei műfajában zenélt. Később ahogy fejlődtek a visual kei jelei egyre halványodtak. A hangzás változatossága mellett a szövegek mondanivalójának az állandóssága az ami szembetűnő. Kjó (az énekes) dalszövegei mind sötétek, szomorúak, elkeseredettek. Témájuk gyakran az elveszett a fájdalom, a szerelem, és a halál.

## Tagok
- Kjó (京) (西村 宏則, Nisimura Hironori, 1976. február 16.) – énekes, dalszövegíró
- Kaoru (薫) (新倉 薰, Niikura Kaoru, 1974. február 14.) – gitár, vokál
- Die (安東 大, Andó Dai, 1974. december 20.) – gitár, vokál. 1997-től, az alapítás óta a tag.
- Toshiya (原敏 政, Hara Tosimasza, 1977. március 31.) – basszusgitár, vokál
- Shinya (寺地 晋也, Teracsi Sinja, 1978. február 24.) – dobok

## Diszkográfia
Stúdióalbumok
- Missa (1997)
- Gauze (1999)
- Macabre (2000)
- Kisou (2002)
- Six Ugly (2002)
- Vulgar (2003)
- Withering to Death (2005)
- The Marrow of a Bone (2007)
- Uroboros (2008)
- Dum Spiro Spero (2011)
- Arche (2014)
- The Insulated World (2018)
- Phalaris (2022)